# Jeon Jungkook
Dans ce nom coréen, le nom de famille, Jeon, précède le nom personnel.
Jeon Jeong-guk (hangeul : 전정국 ; hanja : 田柾國), mieux connu sous son nom de scène Jungkook (hangeul : 정국) et parfois orthographié Jung Kook, est un chanteur, danseur et auteur-compositeur sud-coréen Il est membre du boys band sud-coréen BTS. 

## Biographie

### Enfance et éducation
Jungkook est né le 1er septembre 1997 à Busan, en Corée du Sud où il grandit avec ses parents ainsi que son frère ainé .
Jungkook est ceinture noire de taekwondo.
Après avoir rejoint Big Hit entertainment, Jungkook s'inscrit à l'école intermédiaire de Baek Yang et à la Seoul School of Performing Arts.
Le 7 février 2017, il est diplômé de la School of Performing Arts Seoul. L'événement a été célébré avec tous les membres de BTS.
En mars 2022, il est diplômé de la Globall Cyber University, dans le département de la radiodiffusion et du divertissement. Il reçoit à sa cérémonie de remise du diplôme le « President Awards », la plus haute distinction de l'école, qui est attribuée à un étudiant pour permettre de le récompenser pour sa réussite universitaire.

## Carrière

### Pré-début
Durant sa jeunesse, son rêve était de devenir joueur de badminton. À l'école, il rejoint un groupe de B-boying.
À l'âge de 13 ans, Jeon Jungkook participe à une audition pour l'émission de talents Superstar K3. Il n'arrive pas jusqu'au bout de la compétition. Cependant, il reçoit des offres de sept agences de talent (Notamment JYP, Cube, Big Hit Entertainment, TS, Starship, FNC, Woollim). Il décide de choisir Big Hit Entertainment, après avoir vu une performance de RM (futur membre de BTS).
En 2012, à l'âge de quatorze ans, il est encouragé par son label à passer un mois à Los Angeles et apprend plusieurs types de danses à l'école de danse Movement Lifestyle.

### BTS

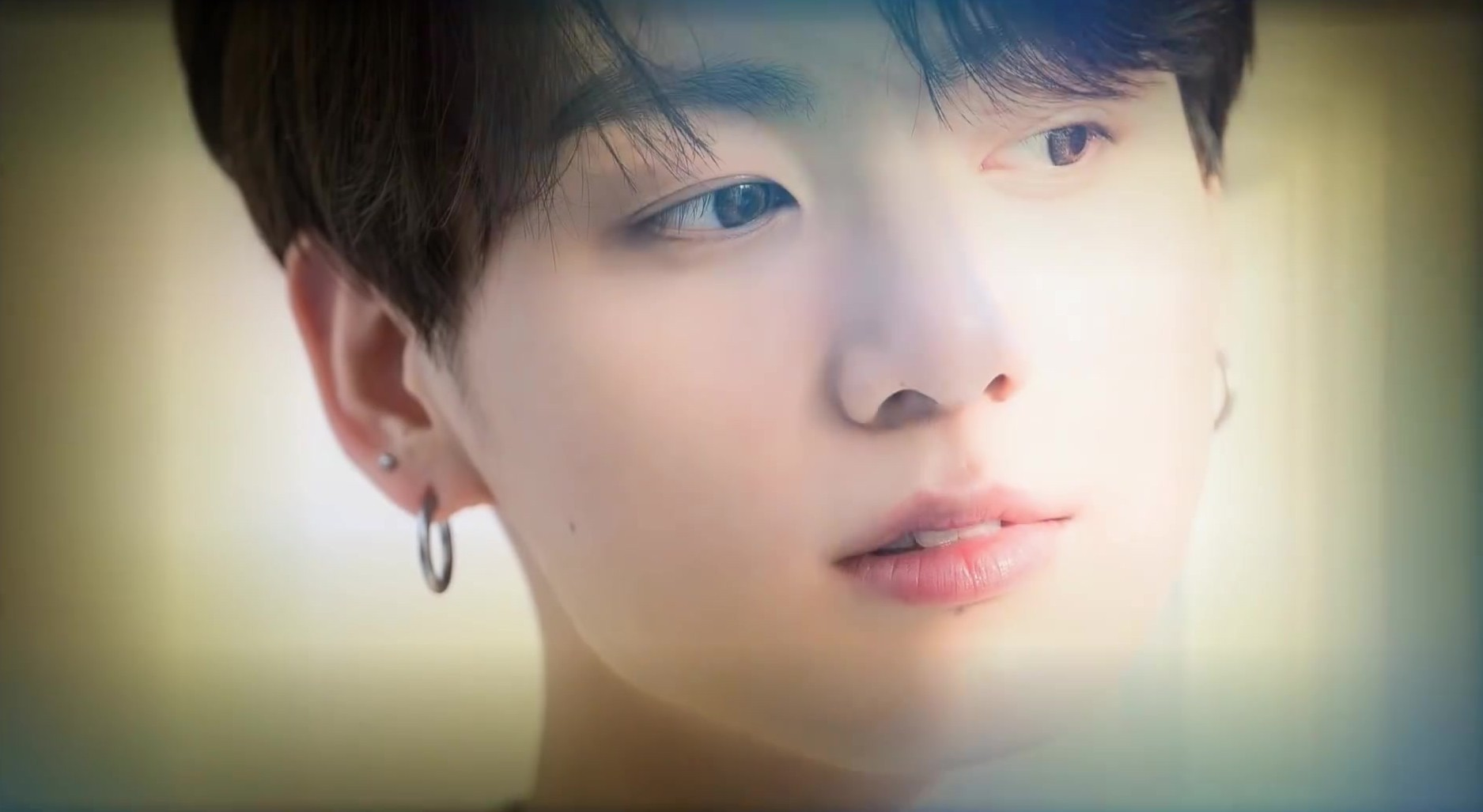
Jungkook pour Dispatch White Day Special, le 27 février 2019.

Il signe avec Big Hit Entertainment et devient membre des BTS. Il fait ses débuts avec le groupe le 13 juin 2013 et sort sa première chanson No More Dream qui fait partie de l'album 2 Cool 4 Skool.
Jungkook est un des chanteurs et danseurs principaux, ainsi qu'un rappeur secondaire du groupe[réf. nécessaire] . Il est le plus jeune du groupe et est donc surnommé maknae[réf. nécessaire]  (« le plus jeune » en coréen).
La chanson Begin, issue de l'album Wings (2016), est la première chanson interprétée en solo par Jungkook.

### Collaborations
Jungkook a collaboré avec d'autres chanteurs coréens ainsi qu'avec des dirigeants politiques pour la chanson One Dream One Korea.[source secondaire nécessaire].

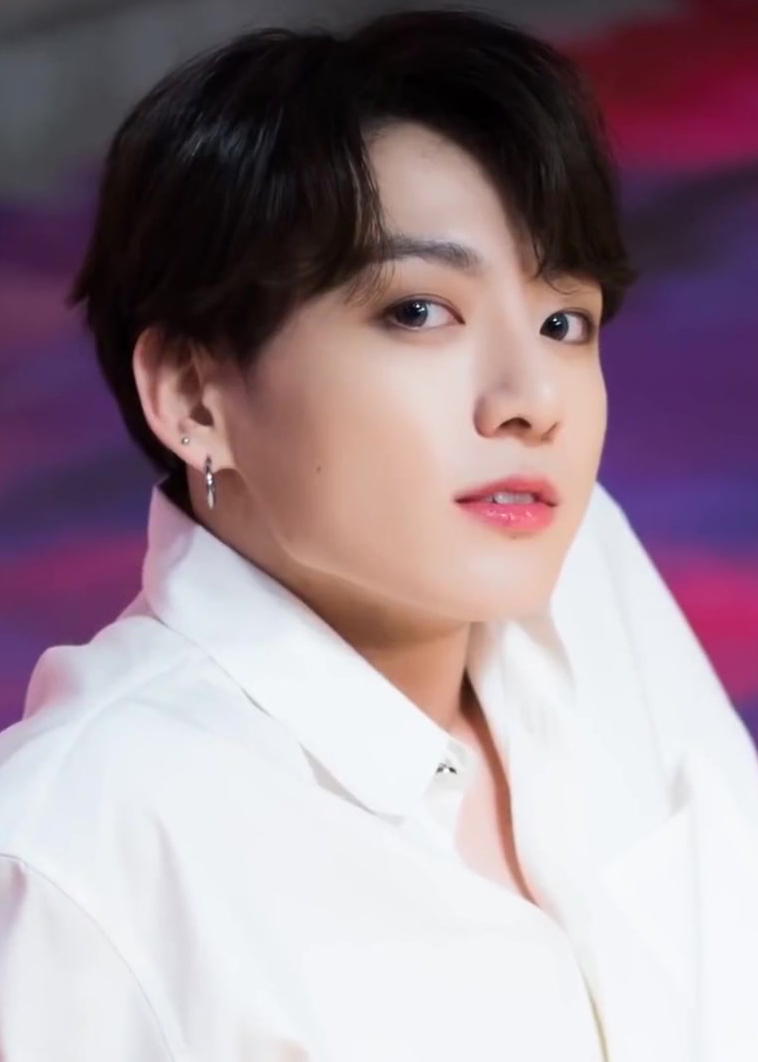
Jungkook « Boy With Luv » MV, le 15 mars 2019.

Le 6 janvier 2017, Jungkook partage un teaser de sa reprise de We Don't Talk Anymore (chanson à l'origine interprétée par Charlie Puth et Selena Gomez) sur le compte Twitter des BTS. La chanson complète est postée sur la chaîne YouTube du groupe le 7 février 2017 et est remarquée par Charlie Puth.
Le 18 octobre 2018, Waste it on me, une chanson en collaboration avec Steve Aoki sort sous le nom de BTS. Jeon Jungkook et RM en sont les interprètes. C'est la première chanson totalement en anglais du groupe.
Jungkook a de nouveau collaborer avec Charlie Puth lors de la sortie de Left and Right le 24 juin 2022.

### Projets solo
Jungkook publie régulièrement des reprises de chanson sur le compte SoundCloud du groupe. Le 4 juin 2020, Jungkook a publié la chanson Still With You, gratuitement sur la plateforme de streaming dans le cadre des célébrations annuelles des débuts de BTS ; chanson qu'il a composé et produite.
Le 20 novembre 2022, il sort le single Dreamers en amont de sa performance lors de la cérémonie d'ouverture de la Coupe du monde de football 2022 au Qatar le même jour. Le single fait partie de l'album officiel de la bande originale de la compétition. Lors de sa performance pendant la cérémonie d'ouverture au Stade Al Bayt il interprète la chanson avec le chanteur qatari Fahad Al Kubaisi. Il est le premier artiste sud-coréen à interpréter une musique officielle de la Coupe du Monde et à se produire lors d'une cérémonie d'ouverture de cet événement,.
Il sort son premier album solo « Golden ».

### Golden Closet Studios
Le studio de Jungkook s'appelle « G.C.F (Golden Closet Film / Studios) »[pertinence contestée]. Le nom vient de l'ancien dortoir de Jungkook[réf. souhaitée], qui était essentiellement un grand walk-in et la première partie de son surnom, Golden Maknae. C'est là qu'il a enregistré ses reprises et autres avant de déménager dans un nouveau studio[pertinence contestée].
Jungkook réalise également des vlogs filmés lors de voyages, tournées du groupe ou dans les backstages des répétitions de leurs performances.
Cette occupation lui vaut d'être désigné réalisateur du clip vidéo de Life goes on, single principal de l'album BE du groupe.

## Discographie

### Album studio
| Titre  | Détails                                                                    | Classements | Classements | Classements | Classements | Classements | Classements | Classements | Classements | Ventes                                                                    |
| Titre  | Détails                                                                    | COR         | JAP         | AUS         | ALL         | FRA         | GBR         | CAN         | USA         | Ventes                                                                    |
| ------ | -------------------------------------------------------------------------- | ----------- | ----------- | ----------- | ----------- | ----------- | ----------- | ----------- | ----------- | ------------------------------------------------------------------------- |
| Golden | - Date de sortie : 3 novembre 2023 - Labels : Big Hit Music (HYBE), Geffen | 1           | 1           | 2           | 6           | 1           | 3           | 4           | 2           | - COR : plus de 2 763 000 - USA : plus de 244 000 - JAP : plus de 238 000 |

### Singles

#### En tant qu'artiste solo
| Année                                                           | Titre                          | Meilleures positions | Meilleures positions | Meilleures positions | Meilleures positions | Meilleures positions | Meilleures positions | Meilleures positions | Meilleures positions | Meilleures positions | Album                         |
| Année                                                           | Titre                          | COR                  | JAP                  | AUS                  | ALL                  | FRA                  | GBR                  | CAN                  | USA                  | MON                  | Album                         |
| --------------------------------------------------------------- | ------------------------------ | -------------------- | -------------------- | -------------------- | -------------------- | -------------------- | -------------------- | -------------------- | -------------------- | -------------------- | ----------------------------- |
| 2020                                                            | Still With You                 | 27                   | 30                   | —                    | —                    | —                    | —                    | —                    | —                    | 62                   | Hors album                    |
| 2022                                                            | Stay Alive (Prod. Suga of BTS) | 68                   | 44                   | —                    | —                    | —                    | 89                   | 74                   | 95                   | 13                   | Hors album                    |
| 2022                                                            | Dreamers                       | 7                    | 6                    | —                    | —                    | —                    | —                    | 90                   | —                    | 9                    | FIFA World Cup Qatar 2022 OST |
| 2023                                                            | Seven (feat. Latto)            | 2                    | 2                    | 2                    | 12                   | 12                   | 3                    | 5                    | 1                    | 1                    | Golden                        |
| 2023                                                            | 3D (feat. Jack Harlow)         | 8                    | 7                    | 7                    | 48                   | 49                   | 5                    | 10                   | 5                    | 1                    | Golden                        |
| 2023                                                            | Standing Next to You           | 6                    | 12                   | 33                   | 55                   | 44                   | 6                    | 30                   | 5                    | 1                    | Golden                        |
| 2024                                                            | Never Let Go                   | 52                   | 33                   | —                    | —                    | —                    | 60                   | —                    | 97                   | 20                   | Hors album                    |
| "—" indique que le titre ne s'est pas classé dans cette région. |                                |                      |                      |                      |                      |                      |                      |                      |                      |                      |                               |

#### En featuring et en collaboration
| Année                                                           | Titre                                                       | Meilleures positions | Meilleures positions | Meilleures positions | Meilleures positions | Meilleures positions | Meilleures positions | Meilleures positions | Meilleures positions | Meilleures positions | Album          |
| Année                                                           | Titre                                                       | COR                  | JAP                  | AUS                  | ALL                  | FRA                  | GBR                  | CAN                  | USA                  | MON                  | Album          |
| --------------------------------------------------------------- | ----------------------------------------------------------- | -------------------- | -------------------- | -------------------- | -------------------- | -------------------- | -------------------- | -------------------- | -------------------- | -------------------- | -------------- |
| 2013                                                            | Perfect Christmas (avec Jo Kwon, Lim Jeong-hee, Joohee, RM) | 45                   | —                    | —                    | —                    | —                    | —                    | —                    | —                    | —                    | Hors album     |
| 2022                                                            | Left and Right (Charlie Puth feat. Jungkook)                | 15                   | 13                   | 19                   | 61                   | 150                  | 41                   | 17                   | 22                   | 5                    | Charlie        |
| 2023                                                            | Too Much (avec The Kid Laroi et Central Cee)                | 94                   | 95                   | 10                   | 80                   | 126                  | 10                   | 32                   | 44                   | 11                   | The First Time |
| "—" indique que le titre ne s'est pas classé dans cette région. |                                                             |                      |                      |                      |                      |                      |                      |                      |                      |                      |                |

### Crédits musicaux
| Année | Titre                     | Artiste  | Album                                     |
| ----- | ------------------------- | -------- | ----------------------------------------- |
| 2013  | Outro: Circle Room Cypher | BTS      | 2 Cool 4 Skool                            |
| 2015  | Outro: Love is Not Over   | BTS      | The Most Beautiful Moment in Life, Part 1 |
| 2015  | Run                       | BTS      | The Most Beautiful Moment in Life, Part 2 |
| 2015  | Autumn Leaves (고엽)      | BTS      | The Most Beautiful Moment in Life, Part 2 |
| 2016  | Introduction : Youth      | BTS      | Youth                                     |
| 2018  | Magic Shop                | BTS      | Love Yourself: Tear                       |
| 2020  | My Time (시차)            | Jungkook | Map of the Soul: 7                        |
| 2020  | Still With You            | Jungkook | Hors album                                |
| 2020  | Your Eyes Tell            | BTS      | Map of the Soul: 7 ~ The Journey ~        |
| 2020  | Outro: The Journey        | BTS      | Map of the Soul: 7 ~ The Journey ~        |
| 2020  | Skit                      | BTS      | BE                                        |
| 2020  | Telepathy (잠시)          | BTS      | BE                                        |
| 2020  | Stay                      | BTS      | BE                                        |
| 2021  | Film Out                  | BTS      | BTS, The Best                             |
| 2022  | Run BTS (달려라 방탄)     | BTS      | Proof                                     |
| 2022  | Dreamers                  | Jungkook | FIFA World Cup Qatar 2022 OST             |

## Filmographie

### Films
| Année | Titre                     | Rôle     | Réf.   |
| ----- | ------------------------- | -------- | ------ |
| 2018  | Burn the Stage: The Movie | Lui-même | [ 36 ] |
| 2019  | Love Yourself in Seoul    | Lui-même | [ 37 ] |
| 2024  | I am still                | Lui même |        |

### Trailers
| Année | Titre      | Durée | Réalisateur(s)           | Réf.   |
| ----- | ---------- | ----- | ------------------------ | ------ |
| 2016  | "Begin #1" | 2:35  | Yong-seok Choi (Lumpens) | [ 38 ] |

### Présentation
| Année | Chaîne    | Programme        | Note(s)           | Réf.   |
| ----- | --------- | ---------------- | ----------------- | ------ |
| 2016  | KBS2      | Music Bank       | avec Sana (Twice) | [ 39 ] |
| 2016  | MBC       | Show! Music Core | avec Jimin        | [ 40 ] |
| 2016  | MBC       | Show! Music Core | avec J-Hope       | [ 41 ] |
| 2017  | MBC Music | Show Champion    | NC                | [ 42 ] |

### Émissions télévisées
| Année | Titre               | Chaîne  | Rôle              | Notes                | Réf.   |
| ----- | ------------------- | ------- | ----------------- | -------------------- | ------ |
| 2016  | Flower Crew         | SBS     | Membre du casting | Épisode pilote       | [ 43 ] |
| 2016  | Celebrity Bromance  | MBig TV | Membre du casting | Saison 8 (Ep. 35–39) | [ 44 ] |
| 2016  | King of Mask Singer | MBig TV | Candidat          | Saison 2 (Ep. 71-72) | [ 45 ] |
| 2024  | Are you sure ?      |         | Lui même          | Toute la série       |        |